# 孛蘭
孛蘭（新波斯語：پوران‌دخت）是波斯萨珊王朝的女王（班碧申），她於公元630年－632年在位，期間曾中斷數個月的時間。孛蘭為沙阿霍斯劳二世和拜占庭公主瑪麗亞兩人所生的女兒。同時其也是波斯歷史中登上王位的三名女性君主之一，除了孛蘭之外，另外兩名女性統治者分別是安息的穆薩，以及孛蘭的妹妹阿扎米杜赫特。
公元628年，孛蘭的父親被她的兄長兼丈夫喀瓦德二世推翻並處決，喀瓦德二世繼位後，他隨即下令處決自己所有的兄弟，薩珊王朝自此陷入紛亂動盪的黑暗時期。在位數個月後，喀瓦德二世因感染瘟疫去世，王位由他年僅八歲的兒子阿尔达希尔三世繼承，但阿爾達希爾三世登基後不到兩年，便被波斯將領沙赫尔巴拉兹殺死並篡位。而孛蘭在另一名將軍法魯克·荷姆茲的幫助下推翻沙赫爾巴拉茲並登上王位，擁有薩珊王室血統的孛蘭與其妹阿扎米杜赫特可說是當時王朝僅存的正統繼承人。孛蘭接手了一個衰落中的政權，當時的薩珊王朝正深陷波斯與帕提亚兩大派系貴族之間的內戰。在位期間，她致力於恢復其父霍斯勞二世的遺產和聲望，薩珊王朝曾一度在綽號「得勝王」的霍斯勞二世治下，將領土擴張至最大範圍。
然而擔任女王一段時間後，孛蘭遭到霍斯勞二世的侄子沙普爾五世廢黜，不過沙普爾五世的在位時間比孛蘭更短，他很快便被由皮魯茲·霍斯勞擁戴的阿扎米杜赫特所取代。而不久之後，阿扎米杜赫特又被法魯克·荷姆茲之子羅斯塔姆·法魯克扎德推翻並殺害，於羅斯塔姆·法魯克扎德的支持下，孛蘭再度復位為王。在其第二次統治期間，因權力大多掌握在羅斯塔姆·法魯克扎德手中，導致朝中波斯派系的貴族們心生不滿並引發了一場叛亂，最終孛蘭於該場叛亂中被勒斃。孛蘭死後，王位由她的侄子伊嗣俟三世繼承，伊嗣俟三世也是薩珊王朝的最後一任統治者。
儘管孛蘭兩次擔任君主的統治時間相當短暫，但她確實試圖藉由實施公正的法律、重建基礎設施、降低稅收與鑄造硬幣替波斯帶來穩定的局面。同時在外交上，孛蘭亦希望與西方的拜占庭人建立良好的關係，她派遣前往拜占庭帝國的使節，受到當時拜占庭皇帝希拉克略的熱烈歡迎。

## 延伸閱讀
- Kuntz, Roger; Warden, William B. . Museum Notes (The American Numismatic Society). 1983, 28: 133–5. JSTOR 43573666.

| 孛蘭 萨珊王朝出生于：？逝世於：632年6月 | 孛蘭 萨珊王朝出生于：？逝世於：632年6月       | 孛蘭 萨珊王朝出生于：？逝世於：632年6月 |
| 統治者頭銜                              | 統治者頭銜                                    | 統治者頭銜                              |
| --------------------------------------- | --------------------------------------------- | --------------------------------------- |
| 前任者： 沙赫尔巴拉兹                   | 伊朗人與非伊朗人的萬王之王 630年              | 繼任者： 沙普爾五世                     |
| 前任者： 阿扎米杜赫特                   | 伊朗人與非伊朗人的萬王之王 631年6月－632年6月 | 繼任者： 伊嗣俟三世                     |